# Club Oriental
El Club Oriental es un equipo de fútbol paraguayo con sede en el barrio Ricardo Brugada, de Asunción, afiliado a la Asociación Paraguaya de Fútbol. Fundado el 12 de marzo de 1912, compite en la Cuarta División, última categoría del fútbol paraguayo. Actúa de local en su campo deportivo conocido como Estadio Oriental.

## Historia

### Fundación y primeras participaciones
Fundado el 12 de marzo de 1912, es el club más antiguo del barrio Ricardo Brugada (Chacarita) de Asunción, de ahí su denominación como El Decano del Bajo. El origen de su nombre no está bien claro, algunas fuentes indican que se debe a la influencia a 4 personas de 3 nacionalidad uruguaya, 1 de nacionalidad paraguaya y también primer presidente y uno de los fundadores Victoriano Leiva en la fundación del club, otras fuentes indican que es debido a la ubicación de la ciudad en la margen oriental del Río Paraguay.
El la década de 1930-1940 llegó a formar parte de la Federación Paraguaya de Deportes. 
Al instaurarse de nuevo el sistema de ascenso en los campeonatos de la Asociación Paraguaya de Fútbol, volvió a afiliarse a esa entidad. Su primer título oficial de la A.P.F. lo obtuvo en el año 1963 en la denominada Segunda de Ascenso, que era la tercera y última categoría del fútbol paraguayo en esos años. Volvió a consagrarse campeón de esa división en el año 1967.

### El histórico ascenso a Primera División
En el año 1981 obtuvo su título más importante, se consagró campeón de la Segunda División denominada Primera de Ascenso en esos años, logró así su histórico ascenso a la Primera División.
Logró permanecer en la máxima categoría del fútbol paraguayo por dos años 1982 y 1983.

### Regresa a los torneos de ascenso
En el año 1998 logró consagrarse de nuevo campeón de la Primera de Ascenso, pero en esos años esa categoría ya era la Tercera División, ante la creación de la División Intermedia en el año 1997.
Se mantuvo en la División Intermedia por tres temporadas desde 1999 hasta que descendió en la temporada 2001 a la Tercera División. Se mantuvo en esa división por dos temporadas 2002 y en el 2003 descendió a la Cuarta División.
Compitió en la Cuarta División desde la temporada 2004, hasta que en la temporada 2006 obtuvo el subcampeonato y el ascenso a la Primera B.
Se mantuvo en la Primera B en la temporada 2007, pero luego de una mala campaña en la temporada 2008 volvió a descender.
Jugó en la última categoría en las temporadas 2009, 2010, 2011, 2012, hasta que en el 2013 logró el subcampeonato y el ascenso a la Primera B.
Permaneció en la Tercera División desde la temporada 2014 hasta la temporada 2016 en la que descendió a la Cuarta División.

## Estadio
Actúa de local en el Estadio Oriental, conocido de esta forma ya que no tiene una denominación oficial. Tiene una capacidad de 1800 personas sentadas, pero puede llegar a albergar a más de 3500 asistentes parados.

## Palmarés
- Segunda División (1): 1981.
- Tercera División (3): 1963, 1967, 1998.
- Cuarta División (0):
  - Subcampeón (1): 2013.

## Rivalidad
Su clásico rival es el Resistencia Sport Club, equipo con el que actualmente no lleva a cabo su enfrentamiento, debido a la diferencia de categorías entre ambos, ya que mientras Oriental se encuentra en Cuarta División, Resistencia logró su pasaporte a la Primera División en 2022.